# Dorfkirche Lärz

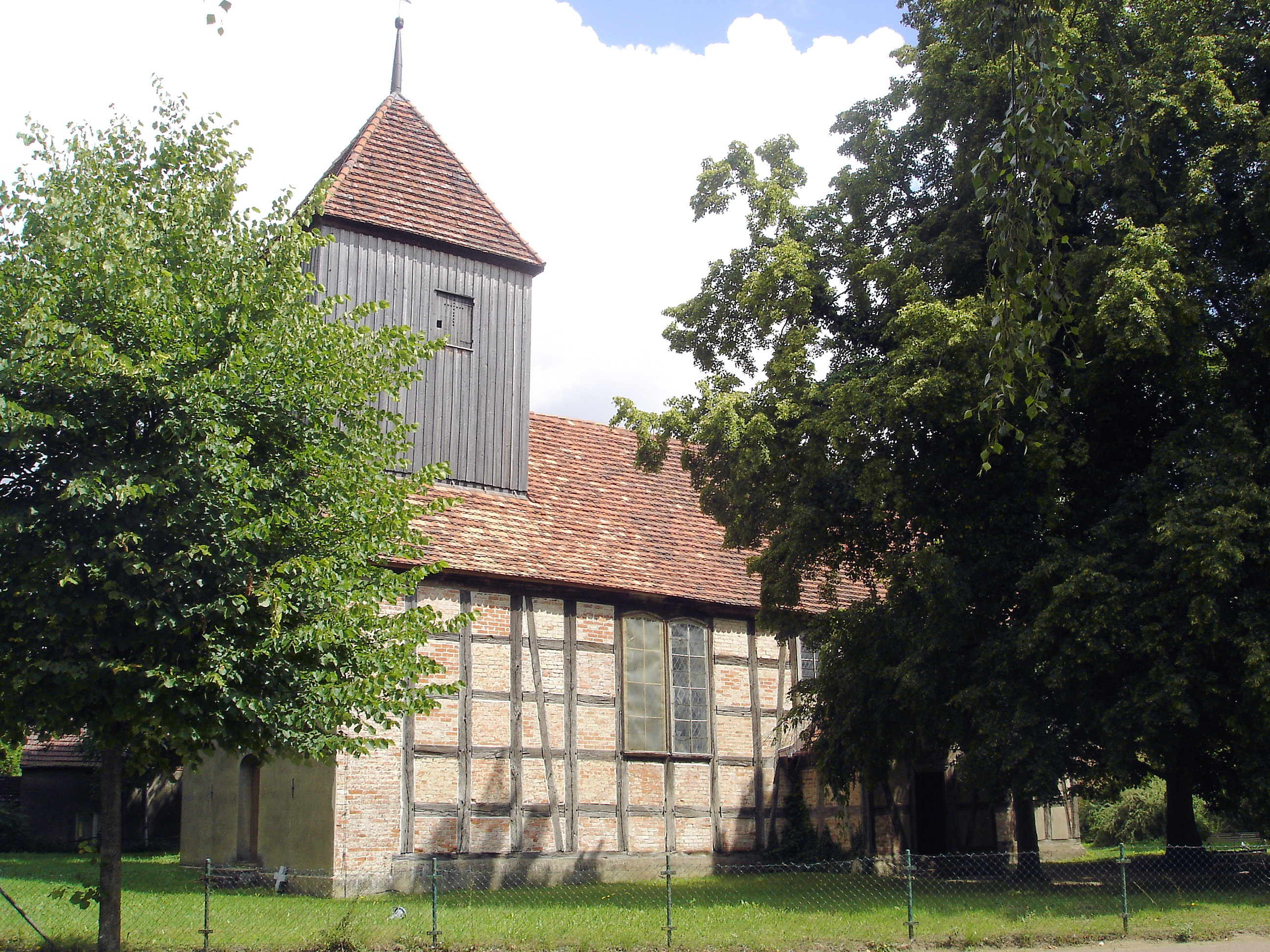
Dorfkirche Lärz

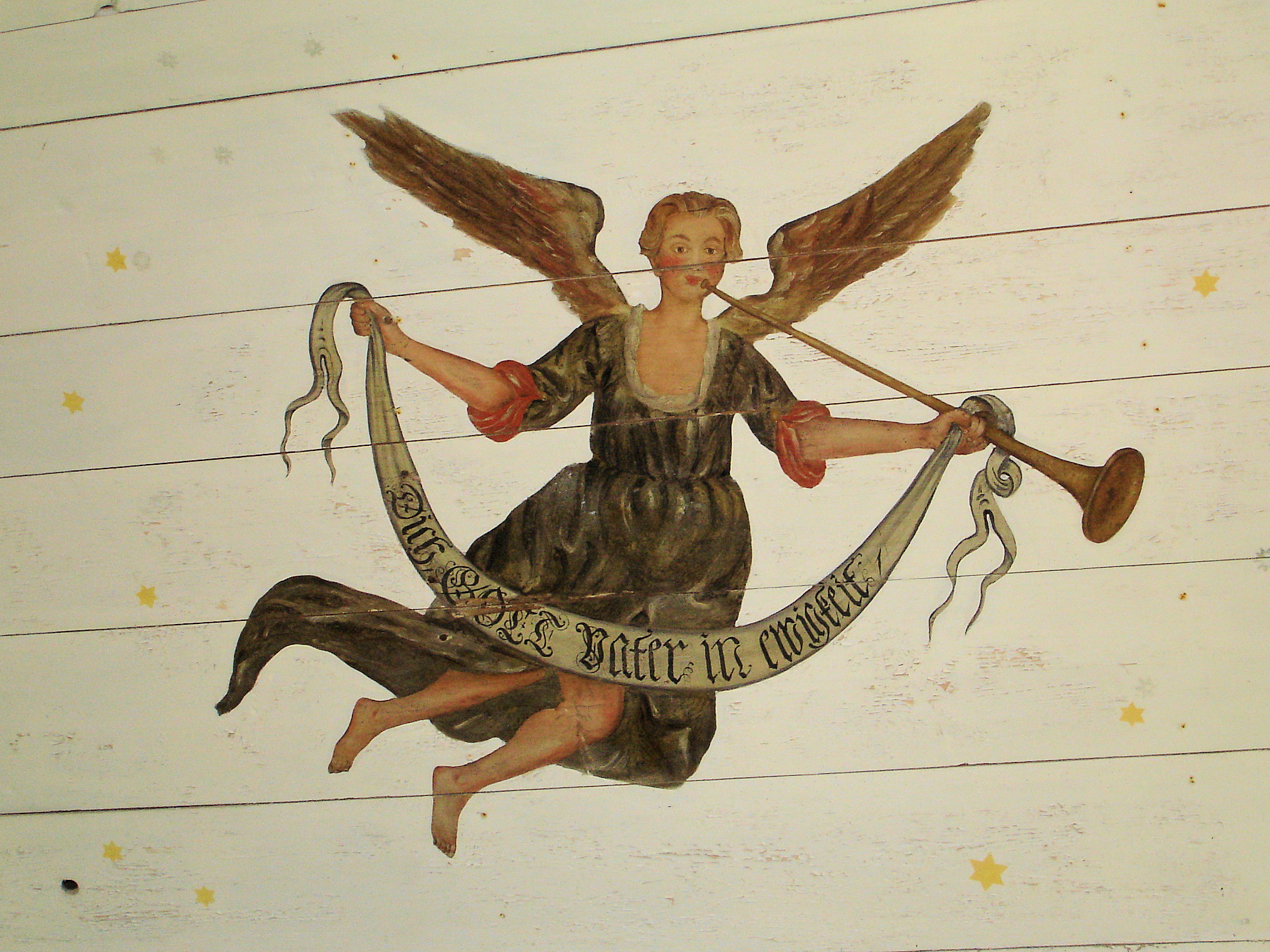
Deckenbemalung

Die Dorfkirche Lärz ist eine Kirche der evangelisch-lutherischen Kirchgemeinde Schwarz im Landkreis Mecklenburgische Seenplatte.

## Geschichte
Seit 23. November 1237 gehörte das im Lande Turne gelegene Bauerndorf Lositz Lärz mit vierzig Hufen als Schenkung des Fürsten Nikolaus I. von Werle in der sogenannten (Hinter-)Sandpropstei zum Kloster Dobbertin. Am 18. Januar 1257 verlieh der Bischof Heinrich von Havelberg dem Nonnenkloster Dobbertin die Zehnten von dessen Besitzungen zu Lärz.
1524 war Thomas Zander Kirchherr von Laerz und dessen Filialen in Schwarz und Diemitz.
Die erste evangelische Visitation nach der Reformation fand am 2. und 3. Oktober 1557 statt.
Seit 1834 war Carl Friedrich Lindig Pastor in Lärz. 1858 berichteten die Dobbertiner Klostervorsteher auf dem Landtag in Malchin, das sich Pastor Lindig in keiner günstigen Vermögenslage befand, weil bei einer zahlreichen Familie die Pfarrintraden bisher nur gering waren, indem die Pfarrländereien in Communion mit den der Bauern lagen und durch die 10 Jahre lange Verzögerung der Regulierung der Dorfschaften der Herr Pastor Lindig ihre bessere Benutzung so lange entbehren musste. Von den Kindern hat ein talentvoller Sohn sich der Schiffsbaukunst praktisch gewidmet und befindet sich auf Verwendung ihrer Majestät der verwitweten Königin von Dänemark in der Königlichen Schiffsbauschule zu Kopenhagen. Da die Aufnahme in diese Anstalt Fähigkeit und Vorbildung voraussetzt und der junge Mann sein Glück machen soll, hat sein Vater die Dobbertiner Klostervorsteher um eine einmalige finanzielle Unterstützung gebeten. In Anbetracht der zahlreichen Familie des Pastors Lindig hatte der Klosterhauptmann Otto Julius Freiherr von Maltzan die Unterstützung auf zwei Jahre verlängert.

## Baugeschichte
Während der Amtszeit von Pastor Matthias Bachmeister wurde 1626 eine neue Kirche gebaut, die hundert Jahre stand. Bei der Visitation 1649 wurde vermerkt, „der Wind hatte den Kirchturm umgeweht, dagegen waren die Kapellen Schwarz und Diemitz in ziemlich gutem Zustande“.
Die heutige Fachwerkkirche mit massivem Westgiebel und eingezogenem Fachwerkturm wurde 1724 während der Amtszeit von Pastor Johann Lohmann, dessen Bildnis sich in der Kirche befindet, erbaut. Das Baujahr 1724 ist auch in der Wetterfahne zu sehen und die beiden Bronzeglocken wurden 1724 in den Turm gebracht. Die Fassade der später vorgebauten massiven Westwand wurde 2011 nach historischer Farbgebung restauriert. Von 1749 bis 1751 wurde am Pfarrhaus und dem Pfarrhof gebaut. Um 1774 gab es weitere Reparaturen an der Kirche.
Am 9. August 1807 sei durch ein schweres Gewitter die Kirche zwar nicht gezündet, doch das Dach, Fenster, Scheiben und Balken sehr schwer beschädigt worden, wie Pastor Eichmann berichtete.
1861 erfolgten Reparaturen am Pfarrhaus. 1892 und 1893 erfolgten weitere Reparaturen am oberen Kirchturm.
1970 wohnte als letzte Pfarrer Gustav Adolf Pracht im Lärzer Pfarrhaus, dass 2004 verkauft wurde. Zwischen 2004 und 2005 wurde ein Teil der Kirche, darunter auch der Turm, saniert.

## Baubeschreibung

### Äußeres
Das rechteckige Kirchenschiff hat eine gewölbte Holzdecke in Form einer Segmentbogentonne, auf der barocke Bemalungen teilweise erhalten sind. Es finden sich Darstellung von Engeln und Sternen. Südlich ist eine Vorhalle angebaut. Der Turm ist später mit Holz verschalt worden.

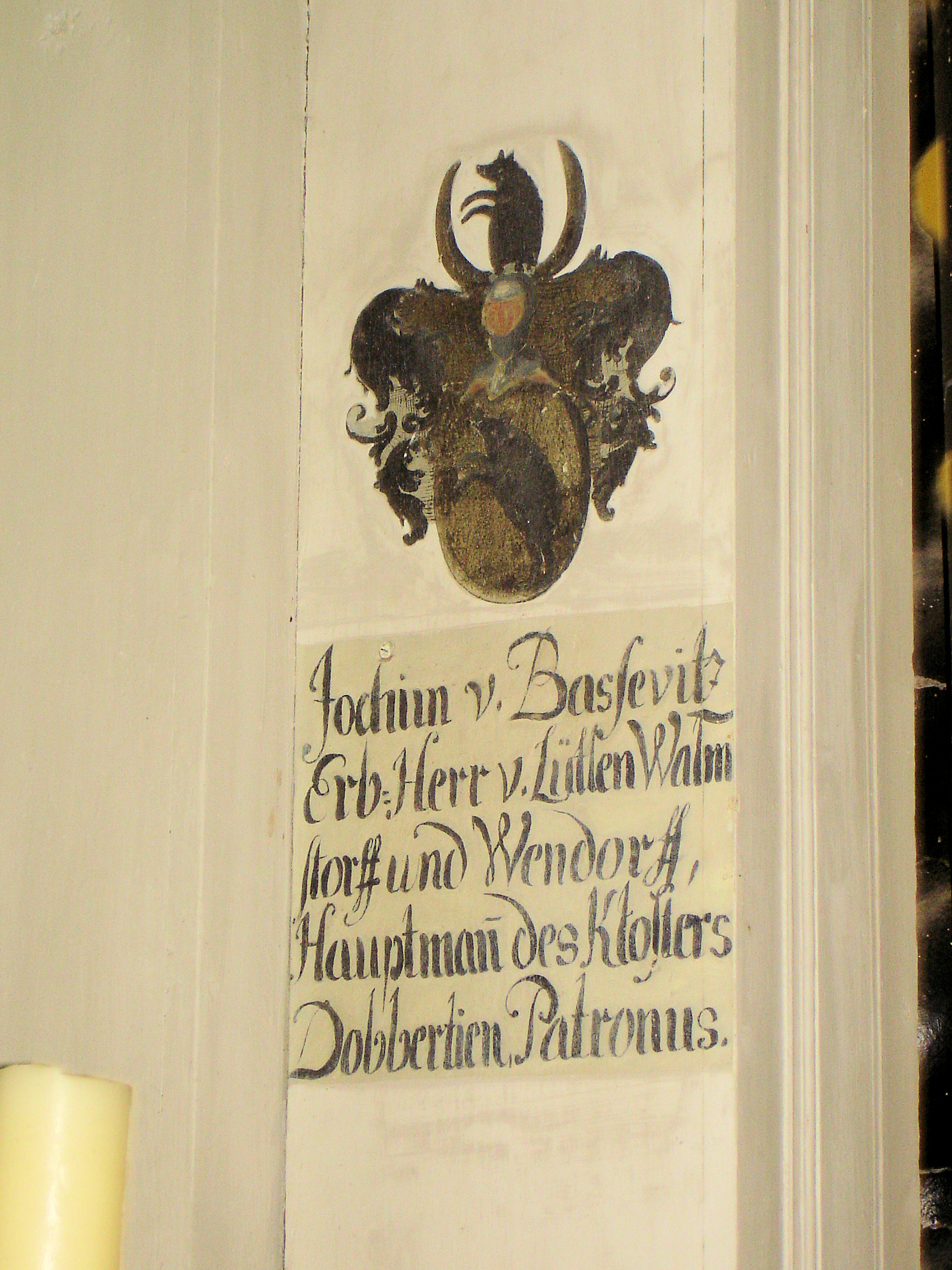
Patronatswappen von Bassewitz am Altar

Kirchenpatron zur Zeit des Baus war Joachim von Bassewitz, Erbherr von Lütten Walmdorff und Wendorff, Hauptmann des Klosters Dobbertin Patronus, so die Beschriftung auf der rechten Altarseite. Vor dem Altar befinden sich, durch Holzrahmen gekennzeichnet, die Gräber einiger Pastoren, darunter als Besonderheit für die Zeit auch das Grab von Marie Charlotte Caroline Eichmann (1775–1821), der Pastorenfrau von Friedrich Ludwig Eichmann.
Die Eichenholzschwellen und einige Deckenbalken des Kirchenschiffes sowie das Fachwerk sind teilweise schadhaft und bedürfen der Sanierung, der Turm wurde 2004 instand gesetzt.

### Inneres
Im Inneren ist eine gedrückte hölzerne Tonnendecke mit erneuerter Bemalung zu sehen. Von der früher viel reicheren Bemalung sind neben den Engeln nur die zentrale Sonne, einige Sterne und der Mond links neben der Orgel seit der Renovierung 1870 übrig geblieben, anderes wurde übermalt.

#### Altar

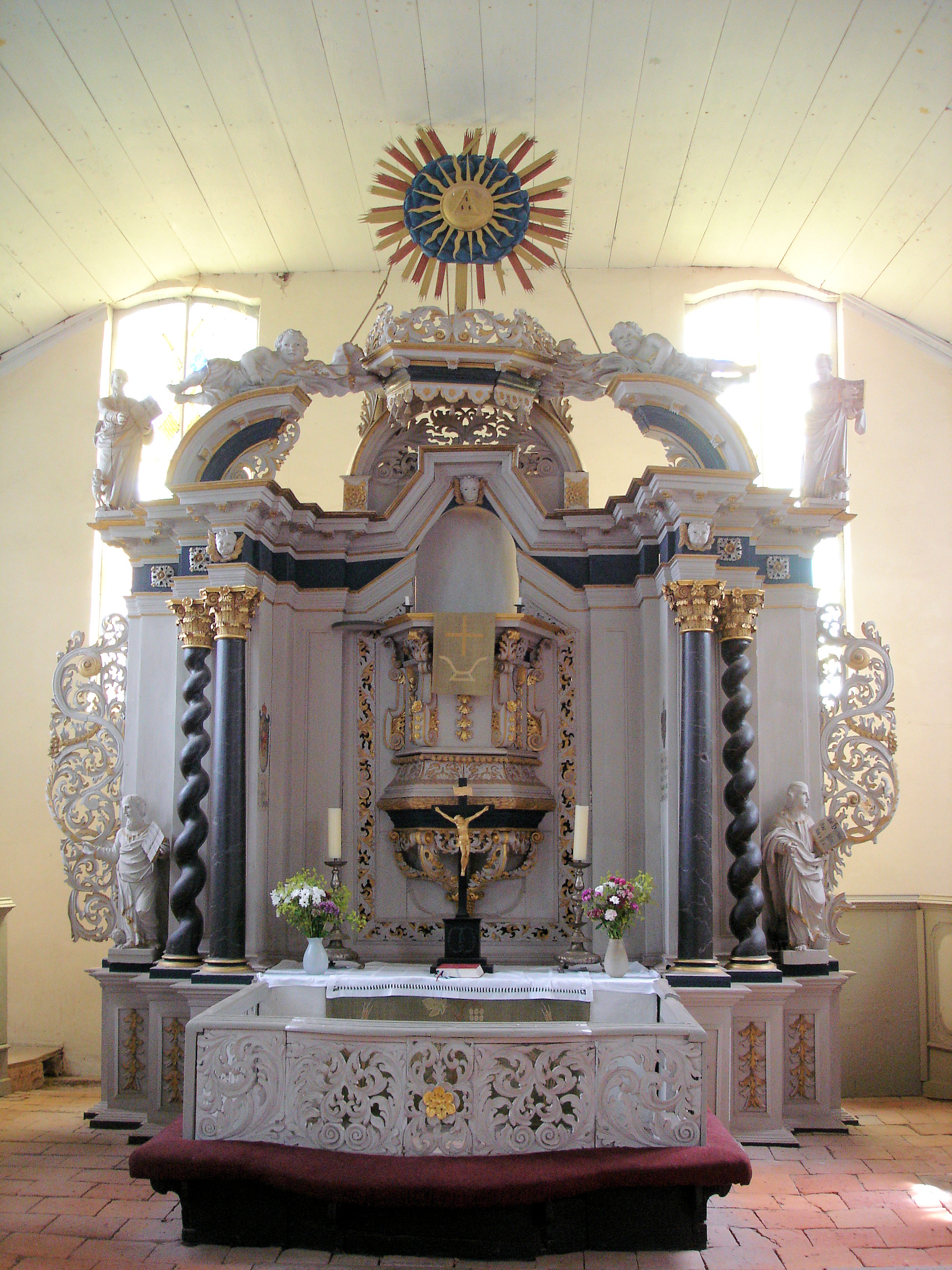
Kanzeltar

Der barocke Kanzelaltar wurde 1739 gebaut. Inschriften auf der Rückseite weisen auf den Stifter Johann Permin und den Maler G. Friedrich Hertzog hin. Der Altar hat gedrehte Säulen und wird von Akanthusrankenwerk geschmückt. Der Baldachin wird von zwei Engeln getragen, darüber drei Flammen im Dreieck als Symbol für die Dreifaltigkeit. Flankiert angeordnet sind Figuren der vier Evangelisten mit ihren Symbolen, die jeweils einen Vers ihres Evangeliums in Händen halten. An der linken Altarseite befindet sich mit der Inschrift Von Gottes Gnaden Carl Leopold, Herzog von Mecklenburg Episcopus der Hinweis auf den zur Bauzeit regierenden Herzog und seine Funktion als Bischof. Seitlich der Altarschranke steht der Pastoren- und Patronatsstuhl.

#### Taufständer und Taufschale
Der hölzerne Taufständer war mit dem Taufbecken eine Schenkung des damaligen von 1710 bis 1744 tätigen Pastors Johann Lohmann, dessen Bildnis in der Kirche hängt. Die Taufschale stammt von 1672. Auf dem Deckel ist die Aufschrift geschenket von J. Lohmann, P (astor) L (oci). Die Abendmahlskelche sind seit 1945 in der Gemeinde und stammen aus dem 17. Jahrhundert und aus dem Jahr 1707. Der Opferstock wurde aus einem Holzstamm gearbeitet und stammt aus dem 18. Jahrhundert.

#### Orgel

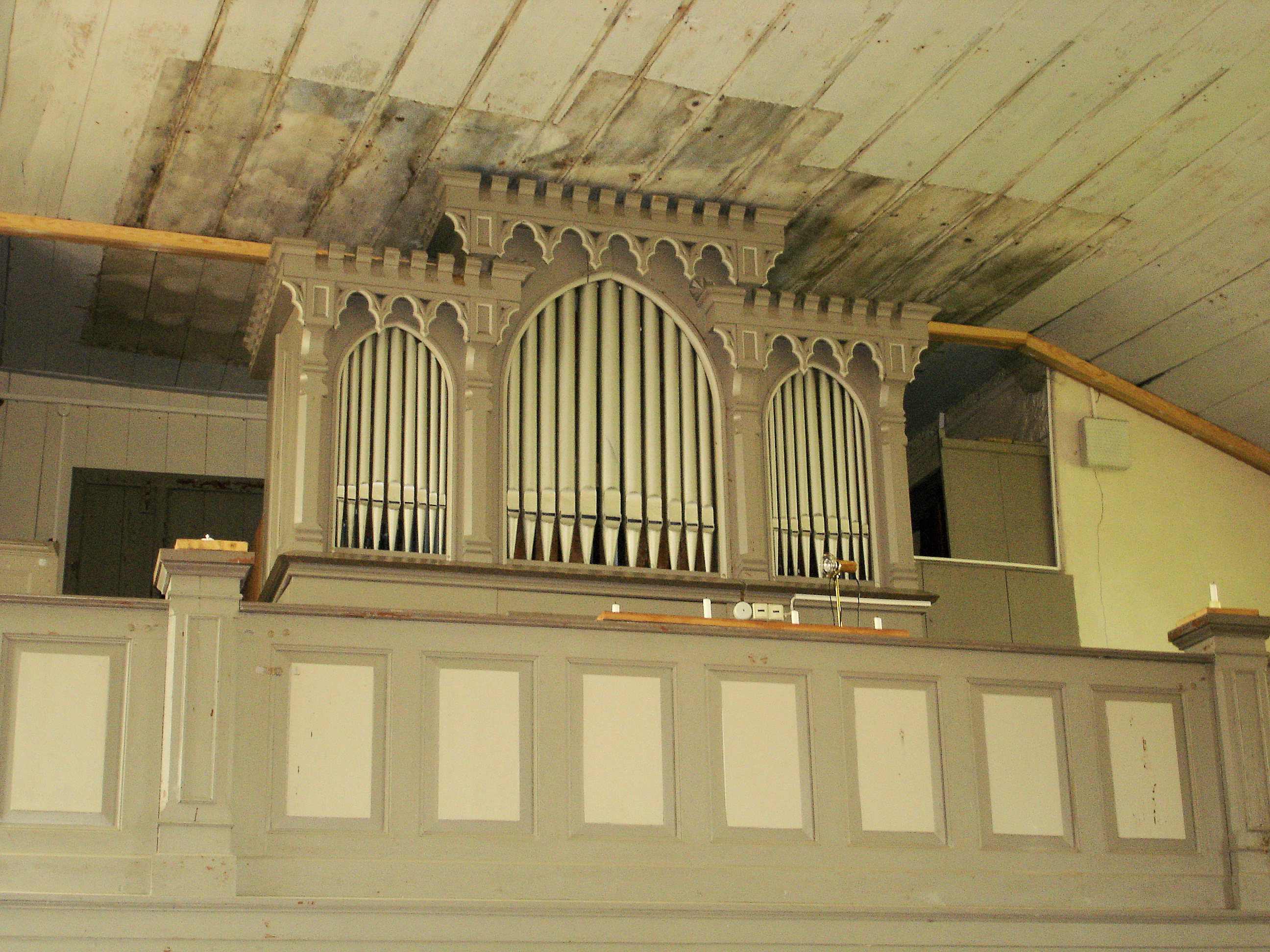
Orgel der Fa. Schlag & Söhne

Die Lärzer Gemeinde hatte die Bitte ausgesprochen, das Dobbertiner Klosteramt möge die dortige Kirche „zur Verschönerung des Gottesdienstes“ mit einer Orgel versehen. Der Klosterhauptmann Erblandmarschall Karl Friedrich Ludwig von Lützow willigte ein, wenn zur „Abminderung der Klosterkasse“ der Bestand der Klingelbeutel-Kasse mit freiwilligen Beiträgen zur Verfügung gestellt und die erforderlichen Hand- und Spanndienste übernommen werden.
Nach einer Anregung auf dem Landtage 1894 haben die Klostervorsteher für den Bau einer Orgel in Lärz auch eine Mecklenburgische Firma „in Concurenz treten lassen.“ Die Prüfung der eingereichten Angebote durch einen bekannten Sachverständigen fiel zu Gunsten der Firma Schlag & Söhne im schlesischen Schweidnitz aus, die schon in der Dobbertiner Klosterkirche eine besonders schöne Orgel geliefert und aufgestellt hatte.
Die 1895 gebaute Orgel ist das einzige noch vollständig erhaltene Instrument der Orgelbaufirma Schlag & Söhne. Als Besonderheit gilt die Verwendung eines pneumatischen Manuals und eines Pedals mit mechanischer Traktur in einem Instrument. Das Manual hat fünf, das Pedal ein Register.
1908 erfolgten Reparaturen durch den Orgelbauer Carl Börger aus Rostock-Gehlsdorf. Nach 1945 Verlust der Metallpfeifen, 1955 Reparatur durch Otto Müller aus Frankfurt/Oder. 2005 erfolgte eine Generalüberholung und 2011 Einbau neuer Prospektpfeifen aus Zinn durch den Orgelbaumeister Arnold der Firma Mecklenburger Orgelbau in Plau.

#### Glocken
Im Turm hängen noch zwei Glocken, beide 1724 von Christian Sigismund Mebert aus Neuruppin gegossen. Die kleine Bronzeglocke von 67 cm Durchmesser hat folgende Inschrift SOLI GLORIA DEO - JOCH. VON BASSEWITZ KLOSTER-HAUPTMANN - F. MUNDHEIM SAND-PROBST - JOH. LOHMANN PASTOR - H. ZILLMANN DER SCHULTZ - J. RECHLIN UND C. DOHMS VORSTEHER - C.S. MEBERT GOSS MICH ANNO 1724.
Von 18440 bis 1849 gab es durch das Klosteramt Dobbertin Verfügungen gegen das missbräuchliche Läuten der Kirchenglocken in Lärz, aber auch in Schwarz und Diemitz.
Die größere Stahlgussglocke von 1962 trägt die Inschrift HERR LEHRE UNS BETEN und ersetzt die ältere Glocke, die 1940 für Kriegszwecke abgeliefert werden musste.

## Pastoren
Namen und Jahreszahlen bezeichnen die nachweisbare Erwähnung als Pastor.
- 1514–1557 Thomas Zander, Kirchherr von Lärz, Schwarz und Diemitz, „war ein armer, alter, zitternder Mann, war 43 Jahre im Amte gewesen und kannte den Katechismus gar wenig.“[4]
- 1569–1584 Israel Rhode.
- 1626–1639 Matthias Bachmeister.
- 1639–1671 Nikolaus Reppentin, 1671 wegen schwerer sittlicher Verfehlungen seines Amtes entsetzt und auf vier Jahre des Landes verwiesen.
- 1671–1674 Wolfgang Müller, aus Alfeld bei Hannover.[22]
- 1674–1709 Christoph Permin.

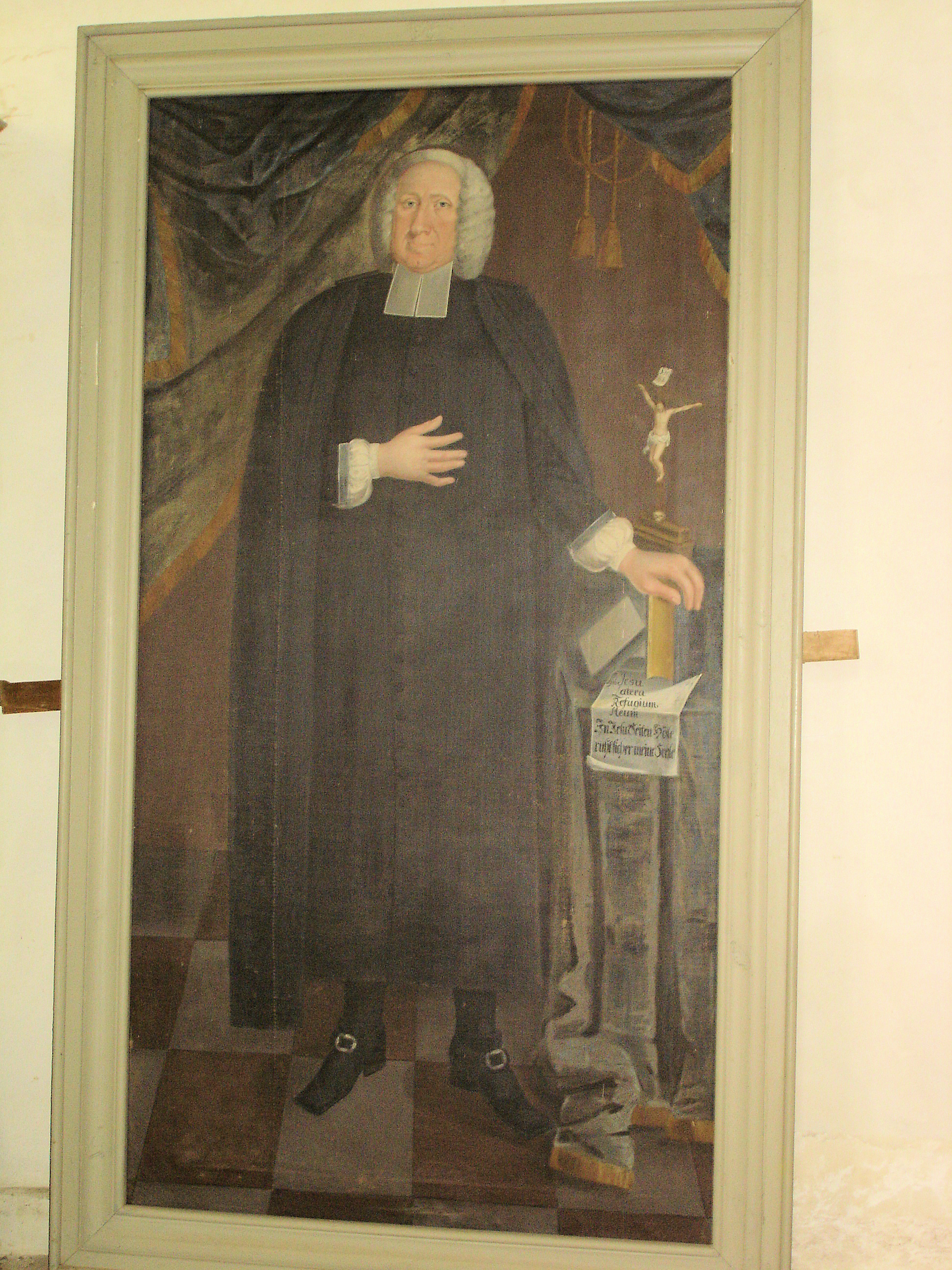
Pastor Johann Lohmann 1746

- 1710–1746 Johann Lohmann aus Rostock.[23]
- 1747–1798 Johann Heinrich Heerder, Sohn des Dobbertiner Pastors Caspar Wilhelm Heerder, war über 50 Jahre im Amt.[24]
- 1799–1834 Friedrich Ludwig Eichmann aus Rheinshagen.[25]
- 1834–1871 Carl Friedrich Linding aus Thüringen, † 9. Mai 1871 in Lärz.[26]
- 1871–1873 vacant
- 1873–1905 Johannes Friedrich Albrecht Kehrhahn aus Kirchdorf auf Poel, danach in Hamburg.
- 1905–1933 Louis Friedrich Lühr aus Hagenow.
- 1933–1970 Gustav Adolf Pracht.
- 1985–1986 Gudrun Gutzeit, auch Schwarz.
- 1988–1989 Beate Harder, auch Schwarz.
- 1992–1999 Rainer Kirstein, auch Schwarz.
- 1999–2005 vakant, Vertretungen: Rita Tiedt, Jörg Heinrich
- 2005–2020 Wilhelm Lömpcke, auch Schwarz.
- seit 2020 Ulrike Kloss, auch Schwarz

## Heutige Kirchengemeinde
Die Kirchen in Schwarz und Diemitz gehörten bis 1867 als Filialen zu Lärz. Seit 1972 von Schwarz verwaltet, ab 1998 Erklärung ruhende Pfarrstelle. Die Kirche Lärz gehört heute zur Propstei Neustrelitz der Evangelisch-Lutherischen Kirche in Norddeutschland (Nordkirche) in der Kirchengemeinde Lärz/Schwarz. Auf dem Gebiet der Kirchengemeinde Lärz/Schwarz im Landkreis Mecklenburgische Seenplatte befinden sich die Orte Alt Gaarz mit Kirche, Buschhof, Diemitz mit Kirche, Diemitz Forsthof, Diemitz Schleuse, Fleeth, Fleether Mühle, Ichlim, Krümmel mit Kirche, Lärz mit Kirche, Langenschlage, Neu Gaarz, Schwarz mit Kirche, Schwarzerhof und Troja.

### Gedruckte Quellen
- Mecklenburgisches Urkundenbuch (MUB)
- Mecklenburgische Jahrbücher (MJB)

### Ungedruckte Quellen
Landeshauptarchiv Schwerin (LHAS)
- LHAS 1.5-4/3 Urkunden Kloster Dobbertin.
- LHAS 2.12-3/5 Kirchenvisitationen.
- LHAS 3.2-3/1 Landeskloster/Klosteramt Schwerin.
- LHAS 3.2-4 Ritterschaftliche Brandversicherung.
- LHAS 5.11-2 Landtagsversammlung, Landtagsverhandlungen, Landtagsprotokolle und Landtagsausschuß.
- LHAS 5.12-4/2 Mecklenburgisches Ministerium für Landwirtschaft, Domänen und Forsten.

Landeskirchliches Archiv Schwerin (LKAS)
- LKAS, OKR Schwerin, Specialia Abt. 2. Nr. 376, 016–018 Ländereien der Pfarre und Küsterei zu Lärz, 1826–1950.
- LKAS, OKR Schwerin, Pfarrarchiv Lärz 1611–1978, mit Visitationsprotokoll 1662, Bauten und Inventar mit Pfarrchronik 1541–1951.